# 澄城郡
澄城郡，中国古代的郡。
北魏太平真君七年（446年）置，治所在澄城县（今陕西省澄城县）。属同州。辖境约今陕西澄城县一带。隋朝开皇三年（583年）废。